# سماعة التليفون (فلم)
سماعة التليفون فيلم دراما، وغنائي مصري للمخرج جمال مدكور لعام 1951، قصة وسيناريو وحوار يوسف جوهر. قام بالبطولة عماد حمدي، وشادية، ولولا صدقي، ومحمود المليجي. تدور الأحداث حول فتاة توحي لزميلتها الفقيرة بأن تقوم بتمثيل دور الحب على أحد الشبان الأثرياء، وتجعلها تَدَّعي الثراء، ولكن تنقلب العلاقة العاطفية لحقيقة، ويُعْجَب بها الشاب.
صدر الفيلم إلى دور العرض المصرية في 2 أبريل 1951، وإلى دور العرض الفرنسية في 27 فبراير 1952.
منح موقع قاعدة بيانات الأفلام على الإنترنت (IMDB) الفيلم درجة 6.2/ 10.
منح موقع قاعدة بيانات الأفلام العربية «السينما.كوم» الفيلم درجة 6.6/ 10.

## طاقم التمثيل
- شادية: في دور سامية (طالية مدرسة)
- عماد حمدي: في دور محسن (ابن توفيق المحامي)
- محمود المليجي: في دور توفيق بك (المحامي)
- لولا صدقي: في دور سهير (فتاة ثرية وصديقة سامية)
- عبد العزيز أحمد: في دور محمد أفندي (والد سامية)
- عزيز عثمان: في دور مرسي (السائق)
- محمد كمال المصري: في دور الثري درويش (والد سهير)
- ميمي شكيب: في دور إنشراح (زوجة الثري درويش)
- بالاشتراك مع: عزيزة حلمي – وداد حمدي – زكي الفيومي – عبد الحميد زكي – آمال وحيد – جمالات زايد – سناء سميح – علية فوزي – أنور زكي – محمود عزمي – على رضا – جينا – عبد المنعم بسيوني – جورج رياض – زكي محمد حسن – حسن أتلة.[9][10]

## أحداث الفيلم
تسكن طالبة المدرسة سامية (شادية) فوق سطح أحد العمارات، مع والدها محمد أفندى (عبد العزيز أحمد)، كاتب المحامى بمكتب توفيق بيه (محمود المليجى)، وابنه محسن (عماد حمدى). سامية هي الصديقة المقربة للفتاة الثرية سهير (لولا صدقى، ابنة تاجر القطن درويش (شرفنطح)، وهى عائلة منحلة، فالأب المسن يعيش كمراهق كبير يسعى لمصادقة النساء، وزوجته إنشراح (ميمى شكيب) تهوى لعب القمار، وإبنه شوكت (زكى الفيومى) يعيش مثل أبيه، ومعهم السائق مرسى (عزيز عثمان) يستفيد من الجميع، ويبتزهم، فهو ينقل للزوجة أخبار علاقات زوجهاالنسائية، ويوهم الزوج بحب النساء له، ويدبر له مكيدة لتضبطه زوجته في وكره الذي أعده لإستقبال النساء الساعيات لأمواله. تعيش سهير بلا رقابة، وسط هذا الجو الفاسد، وتتصل تليفونيا بأرقام لاتعرف أصحابها، وتقوم بإقامة علاقات غرامية وهمية مع أصحابها، وتستطيع جذب سامية لمغامراتها الغير أخلاقية
دون حساب للعواقب، فتجعلها تتصل بمحسن ابن توفيق بيه، وتقيم معه علاقة غرامية، وهى تعرفه فقط من صورة له رأتها مع والدها. تستمر علاقة التليفون حتى تصبح حباً بين سامية، ومحسن، الذي يطلب مقابلتها، وتشجعها سهير على
مقابلته، وتمدها بسيارتها الفاخرة، وملابسها الفخمة، وتقابله بحديقة الحيوان. يسأل محسن عن سامية، ويعلم بالخطأ أنها ابنة المليونير درويش، ويريد الزواج بها، ويرسل شقيقته أمينه (عزيزه حلمى) للتعارف، ويسقط في يد ساميه، وسهير، ويستعينون بالسائق، الذي ينتحل شخصية درويش بيه، ويتهم الشقيقة امينه ان عائلتها لا تتناسب مع عائلته العريقة، وأنه يرفض الاقتران بين العائلتين، مما يغضب محسن وأبيه توفيق، وهو الشئ الذي تسعى اليه الفتاتان. تشعر ساميه وهي تحب محسن، أنها لن تحتمل الفراق، وتذهب لجدها بالإسكندرية، ولا يتحمل محسن الفراق أيضاً، ويعلم من سهير مكان سامية، ويذهب إليها، ويصارحها بأنه لايهتم بوالدها، وتصارحه سهير بكل شئ، تظن ساميه أن محسن عرف بالحقيقة كلها، وفي لحظة ضعف تسلم سامية نفسها لمحسن، الذي يذهب لدرويش للزواج من ابنته ساميه، ويدرك انها ابنة محمد افندى، ويغضب منها، ويتركها لمصيرها. يقوم توفيق بطرد محمد افندى من مكتبه، ولكن سهير تعترف بالحقيقة لتوفيق، وتخبره بما فعله ابنه محسن مع سامية بالاسكندريه، فيقرر توفيق ان يصلح محسن خطأه بالزواج
من سامية، ويعتذر لوالدها محمد افندى، دون ان يخبره بسبب عدوله عن رأيه السابق.

## أغاني الفيلم
التليفـون: (شادية) كلمات يوسف جوهر – ألحان محمود الشريف.
إنت إنت: (غناء عـزيز عثمان) كلمات صالح جودت – ألحان محمود الشريف.
يا مراكبي: (غناء شادية) كلمات صالح جودت – ألحان أحمد صدقي.
أنا آسفة معرفش الحب: (غناء شادية) كلمات صالح جودت – ألحان أحمد صدقي.
بكيني وعذبي فيا: (غناء شادية) كلمات صالح جودت – ألحان أحمد صدقي.

## روابط خارجية
- مقالات تستعمل روابط فنية بلا صلة مع ويكي بيانات